# Rhamphomyia luteicoxa
Rhamphomyia luteicoxa är en tvåvingeart som beskrevs av Frey 1953. Rhamphomyia luteicoxa ingår i släktet Rhamphomyia och familjen dansflugor. Inga underarter finns listade i Catalogue of Life.